# Yanga R. Fernández
Yanga (Yan) Roland Fernández (født 10. juni 1971) er en canadisk-amerikansk astronom fra University of Central Florida.
Sammen med Scott S. Sheppard, opdagede han Carme-gruppen, en gruppe af måner, der cirkulerer omkring planeten Jupiter.
Yanga R. Fernández er født i Mississauga, Ontario i Canada, voksede op i New York City, Minneapolis, Washington, D.C. og gik i high school i Fort Myers, Florida. Efter studier ved Caltech (California Institute of Technology), færdiggjorde Yanga sin Ph.D. ved University of Maryland i 1999. Som studerende bistod han i 1994 med at udarbejde en af de første e-mail-adresselister, der blev anvendt af astronomer til at kommunikere nyheder i forbindelse med den aktuelle opdagelse af og videre historie og påvirkning fra kometen Shoemaker-Levy 9 under det sensationelle sammenstød med planeten Jupiter. Fra 1999 til 2005, arbejdede han ved University of Hawaii, indtil han fik job som lektor ved University of Central Florida. Hans forskning har været fokuseret på fysiske astronomiske enheder samt udviklingen af asteroider og kometer.
Asteroiden 12225 Yanfernández er opkaldt efter Yanga R. Fernández.